# Unconditionally
Unconditionally је песма америчке певачице Кејти Пери. Објављена је 16. октобра 2013. као други сингл са њеног четвртог студијског албума Prism (2013). Инспирацију за песму добила је превасходно из хуманитарног путовања на Мадагаскар који је направила у партнерству са Уницефом. Била је окружена оним што је описала као безусловна љубав, те је песму написала са Др Луком, Максом Мартином и Cirkut-ом како би то осетила.
Unconditionally је подстичућа балада која садржи елементе рок музике. Комерцијално гледано, песма је достигла међу 10 најбољих у Бугарској, Чешкој, Италији, Либану и Јужноафричкој републици, као и међу двадесет најбољих у Аустралији, Аустрији, Канади, Мађарској, Пољској, Словачкој и Сједињеним Америчким Државама. Ради промовисања сингла Пери је на Инстаграму објавила видео са текстом песме, у режији Аје Танимуре, а такође је извела песму на додели American Music Awards 2013. године.

## Писање и продукција
Кејти је сингл написала заједно са својим продуцентима Др Луком, Максом Мартином и Cirkut-ом, а изјавила је и да јој је ово једно од њених омиљених извођења. Текст је написла на основу својих осећања која је имала ток хуманитарног одлазка на Мадагаскар у априлу 2013, које је организовао Уницеф. Таква осећања су је инспирисала да напише песму о безусловној љубави. Такође је изјавила да је заједно са својим тимом, на Мадагаскару обишла новоизграђене школе, где је је посматрала групу деце и схватила да без друштвених мрежа они осећају „чисту безусловну љубав” једни према другима.

## Објављивање и промоција
У септембру 2013. Пери је најавила издавање песме као другог сингла са албума, без откривања имена песме и датума објављивања. Међутим, MTV је закључиовда је у питању песма Unconditionally, коју је им је Кејти раније споменула, након чега је часопис Billboard званично потврдио објављивање песме. Песма је премијерно пуштена 16. октобра 2013, а Capitol Records ју је одобрио за пуштање на радију  22. октобра. Следећег дана сингл је објављен у аустралијским радио станицама. Потом  је CD сингл објављен у Немачкој 22. новембра — истог дана када је сингл премијерно пуштен у Италији. У Француској је CD почео да се продаје 3. децембра. Ремиксована верзија песме коју је Џонсон Самерсет направио за компилацијски албум Songs for the Philippines, од чије зараде је пружена помоћ особама које су биле погођене тајфуном на Филипинима.

## Заслуге
- Вокал: Кејти Пери
- Аутори: Кејти Пери, Лукаш Готвалд, Макс Мартин, Хенри Волтер
- Продукција: Лукаш Готвалд, Макс Мартин, Хенри Волтер

Извор:

## Списак нумера
- CD сингл[14]

1. Unconditionally — 3.48 мин
2. Unconditionally (инструментал) — 3.48 мин.

## Историја издавања
| Земља                | Датум              | Формат                     | Дискографска кућа | Реф.   |
| -------------------- | ------------------ | -------------------------- | ----------------- | ------ |
| САД                  | 22. октобар 2013.  | Савремени хит радио        | Capitol           | [ 15 ] |
| Аустралија           | 23. октобар 2013.  | Савремени хит радио        | Universal         | [ 16 ] |
| САД                  | 5. новембар 2013.  | Савремени радио за одрасле | Capitol           | [ 17 ] |
| Немачка              | 22. новембар 2013. | CD симгл                   | Universal         | [ 18 ] |
| Италија              | 22. новембар 2013. | Савремени хит радио        | Universal         | [ 19 ] |
| Уједињено Краљевство | 16. децембар 2013. | Дан утицаја                | Virgin EMI        | [ 20 ] |

## Обраде
Амерички певач и глумац Ђенкарлос Канела је 2016. издао обраду песме за америчку верзију мјузикла The Passion. Обрада се касније нашла на званичном саундтрек албуму.